# John George Dodson
John George Dodson (18 octobre 1825 - 25 mai 1897) est un homme politique libéral britannique. Il est président de Ways and Means (vice-président de la Chambre des communes) entre 1865 et 1872 et exerce ensuite ses fonctions sous la direction de William Ewart Gladstone en tant que secrétaire financier du Trésor, président du Local Government Board et Chancelier du duché de Lancastre. En 1884, il est élevé à la pairie en tant que baron Monk Bretton.

## Jeunesse et éducation
Il est le fils unique de Sir John Dodson (juge) (en), doyen des Arches de St George's Hanover Square, Londres et de Frances Priscilla, fille de George Pearson (en), MD, FRS. Il a fait ses études au Collège d'Eton (1837-1842), où il remporte le Prix du Prince Consort pour le français et l'italien en 1842, et arrive deuxième pour le français et l'allemand en 1841 et 1842, et est ensuite Fellow (1876-1880). Il s'inscrit à Christ Church, Oxford le 9 juin 1843 (BA 1847, MA 1851) et est admis au Barreau, à Lincoln's Inn, en 1853. Parmi ses contemporains exacts à Eton figurent William George Mount et le comte de Kimberley.

## Carrière politique

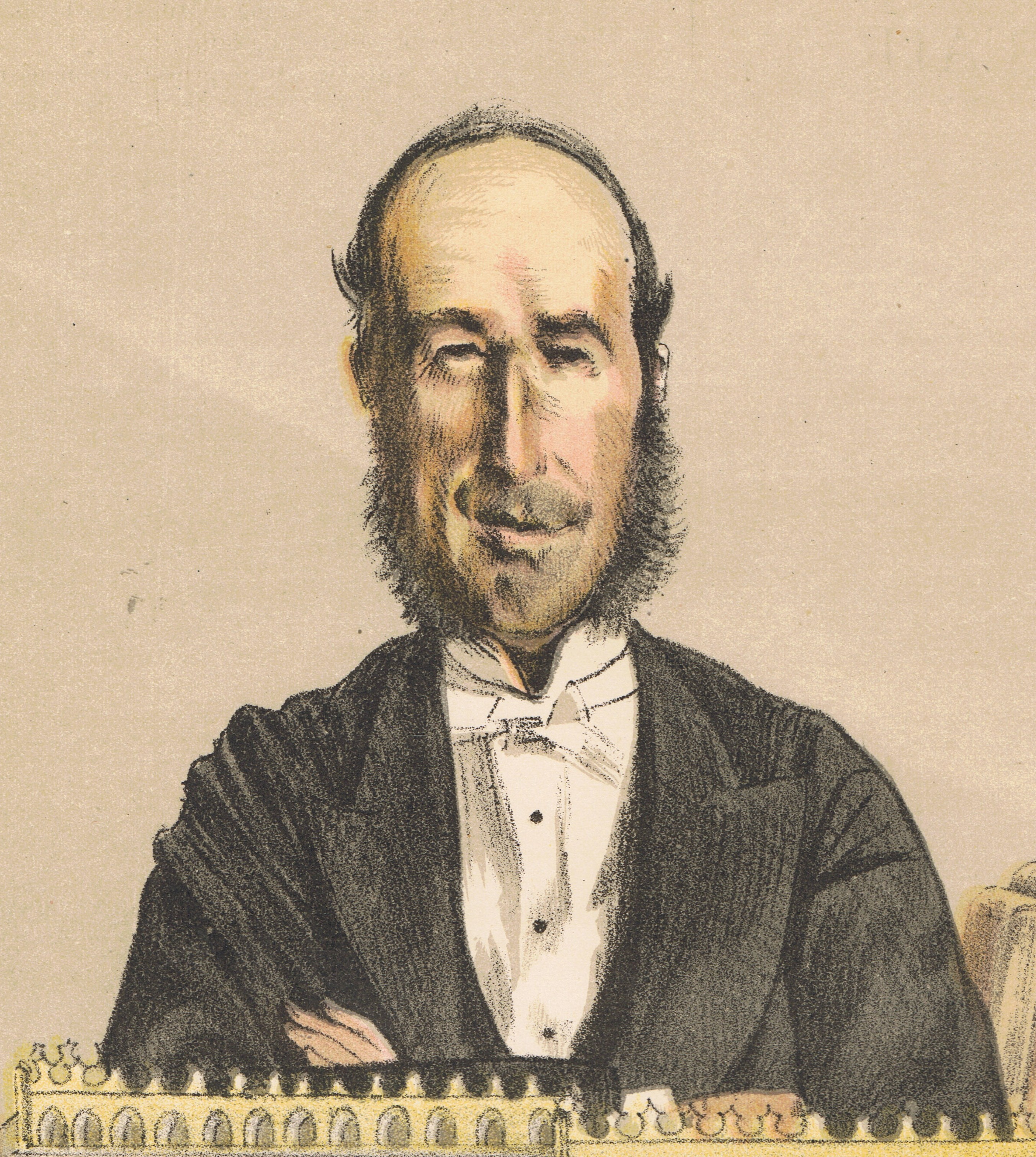
John George Dodson, détail de la reproduction lithographique, d'après James Tissot, publié dans Vanity Fair, 16 décembre 1871.

Il se présente sans succès pour East Sussex en 1852 (il est arrivé troisième avec 1637 voix, derrière Augustus Eliott Fuller avec 2155 et Charles Hay Frewen avec 1974) et mars 1857, mais est élu pour la circonscription en avril 1857. Il occupe ce siège jusqu'en 1874. Il est président de Ways and Means (vice-président de la Chambre des communes) de février 1865 à avril 1872 et est admis au Conseil privé en 1872.
En 1873, il est nommé secrétaire financier du Trésor dans l'administration libérale de William Ewart Gladstone, poste qu'il occupe jusqu'à la chute du gouvernement l'année suivante. En 1874, il est élu au Parlement pour Chester et est président du Comité des comptes publics de 1874 à 1876.
En 1880, il est de nouveau élu pour Chester et nommé président du Local Government Board, avec un siège au cabinet, dans la deuxième administration de Gladstone. Selon les règles de l'époque, il est ensuite contraint de se présenter à nouveau dans sa circonscription. Il est dûment réélu, mais peu de temps après l'élection initiale est déclarée nulle sur pétition. Cela l'a amené à se faire réélire pour une autre circonscription. En juillet, il est réélu à Scarborough, siège qu'il occupe jusqu'en 1884.
Dodson est resté président du Local Government Board jusqu'en 1882, puis est Chancelier du duché de Lancastre de 1882 à 1884. Le 4 novembre 1884, il est élevé à la pairie en tant que baron Monk Bretton, de Conyboro et Hurstpierpoint dans le comté de Sussex. Lord Monk Bretton est plus tard en désaccord avec Gladstone sur Home Rule.
Il est également actif dans la politique locale et est le premier président du Conseil du comté d'East Sussex de 1889 à 1892. Il est administrateur et fiduciaire de longue date de la Rock Life Assurance Company et administrateur de Brill's Brighton Baths Company. Il est membre des clubs University, Reform et Brooks. À la fin de sa vie, il s'est inquiété du sort de l'éléphant d'Afrique, dont il a évoqué le salut, dans des lettres au Times, par la domestication.

## Famille
Lord Monk Bretton épouse Caroline-Florence, deuxième fille de William John Campion de Danny, Hurstpierpoint, Sussex, et de Harriet Kemp (fille de Thomas Read Kemp) en 1856. Ils ont un fils et trois filles. Ils vivent au 6, Seamore Place à Mayfair, et à Conyboro ', près de Lewes, Sussex. Lord Monk Bretton est décédé en mai 1897, à l'âge de 71 ans, et est remplacé dans la baronnie par son fils unique John William Dodson (2e baron Monk Bretton) (en).